# مهرة (الحيمة الخارجية)

تعديل مصدري - تعديل

مهرة هي إحدى قرى عزلة الجحادب بمديرية الحيمة الخارجية التابعة لمحافظة صنعاء، بلغ تعداد سكانها 322 نسمة حسب تعداد اليمن لعام 2004.